# Павлос Кундуриотис
Павлос Кунтуриотис (на гръцки: Παύλος Κουντουριώτης; 9 април 1855 – 22 август 1935) е гръцки адмирал, служил по време на Балканските войни, регент на Гърция и първият президент на Втората гръцка република. Общо той е бил четири пъти като глава на гръцката държава, най-много пъти в историята на седалището.

## Ранен Живот
Павлос Кунтуриотис е роден на остров Хидра в семейството на Теодорос Кунтуриотис, консул и член на гръцкия парламент, и Лукия Негрепонте. От страна на баща си той произлиза от Kountouriotis, семейство на арванитски хидриоти, първоначално от село Kountoura, в Мегаридите. Павлос често използва и Арванитика, а неговият личен секретар пише за него, че винаги, когато пътува до Хидра, предпочита да използва само Арванитика. Той беше внук на Георгиос, корабособственик, който като много членове на семейството си участва в Гръцката война за независимост и служи като министър-председател на Гърция при крал Ото. От страна на майка си той произхожда от фамилията Негрепонте, видна фамилия от Хиос и е правнук на Константин Хангерли, принц на Влахия. Той беше второто от девет деца, включително Йоанис Кунтуриотис Малко се знае за детството на Павлос. През 1875 г., следвайки дългогодишната военноморска традиция на семейството си, той се присъединява към Кралския гръцки флот, вероятно в ранг на прапорщик . [ нужен цитат ]

## Военноморска Служба
През 1886 г. той участва във военноморските операции при Превеза като лейтенант. По време на Гръцко-турската война от 1897 г. , служейки като лейтенант, той командва кораба Alfeios. Неговият кораб участва в поне два десанта на гръцки войски на остров Крит в подкрепа на Критското въстание. През 1901 г., командващ учебния кораб Miaoulis, той е изпратен в Бостън. Това беше съобщено като първото трансатлантическо пътуване на гръцки военен кораб. Кунтуриотис служи като адютант на крал Джордж I от 1908 г. до 1911 г., получавайки чин капитан през 1909 г. През юни 1911 г. Кунтуриотис е изпратен във Великобритания, за да поеме контрола над новопостъпилия в длъжност Георгиос Авероф, след „бунт със синьо сирене“. Тъй като беше много уважаван, той бързо възстанови дисциплината и отплава за Гърция.

### Балкански Войни
На 16 април 1912 г. е назначен за началник на генералния щаб на флота до 16 септември, когато е назначен за Беломорския флот, предвид влошаващата се обстановка на Балканите и предстоящото избухване на Първата балканска война.
Кунтуриотис играе решаваща роля в решението на гръцкото правителство да влезе във войната. Отчасти защото гръцкият флот все още не е завършил своята програма за модернизация и с оглед на бедствието от 1897 г., гръцкото ръководство остава двусмислено относно перспективите на Гърция. Кунтуриотис се намеси решително в тези дискусии, провъзгласявайки увереността си, че дори със съществуващия флот победата може да бъде постигната благодарение на превъзходния персонал. Неговият отговор на министър-председателя Елефтериос Венизелос стана известен
Г-н президент, не се занимавам с х плюс у и ъгли на разминаване. Знам да говоря за едно нещо. Корабите без способен персонал са [нищо друго освен] тежко олово, което потъва във водата. Уверявам ви, че с корабите, които имаме, ще си свършим добре работата.
По време на Балканските войни, със своя флагман Георгиос Авероф, той води гръцкия флот до големи победи срещу турския флот през декември 1912 г. (Битката при Ели) и през януари 1913 г. (Битката при Лимнос), поставяйки повечето острови в Егейско под гръцки контрол контрол. Неговите победи, дължащи се до голяма степен на неговата дръзка, но успешна тактика, му спечелиха статута на национален герой. Повишен е във вицеадмирал за „изключителна военна служба“, първият гръцки офицер от кариерата след Константинос Канарис, достигнал ранга (обикновено запазен за членове на гръцкото кралско семейство).

## Политика
През 1916 г. той става министър в правителството на Стефанос Скулудис, но поради несъгласие с прогерманските настроения на крал Константин I, той следва Елефтериос Венизелос в Солун, където му е назначено министерството на военноморските въпроси в правителството на националната отбрана на Венизелос. Константинос е свален и заменен на трона от втория си най-голям син, принц Александър. Впоследствие Кунтуриотис се пенсионира от флота с почетно звание пълен адмирал. След смъртта на младия крал Александър през 1920 г. той е избран за регент на Гърция от гръцкия парламент на 28 октомври с гласуване от 137 срещу 3. [3] След като действащото правителство на Венизелос е победено на изборите, които се провеждат през ноември 1920 г. Кунтуриотис подаде оставка като регент на 17 ноември, за да бъде заменен от кралица Олга, бабата на крал Александър. На следващия месец цар Константин е възстановен.

### Президент
След като гръцкият крал Джордж II е свален, той служи като първи президент (временен) на Втората гръцка република от септември 1925 г. до оставката си през март 1926 г.; в опозиция на диктатурата на генерал Пангалос. Той служи за втори път като временен президент от август 1926 г. до декември 1929 г.

## Смърт и почести
Адмирал Павлос Кундуриотис умира през 1935 г. Гръцки разрушител от Втората световна война и фрегата от стандартен клас Kountouriotis са кръстени на него.
Една от двете златни монети от 100 евро, емитирани от Гърция през 2012 г. в чест на стогодишнината от Балканските войни, изобразява Кунтуриотис и Георгиос Авероф.